# Liste der Mitglieder des Landtages (Freistaat Braunschweig) (3. Wahlperiode)
Diese Liste gibt einen Überblick über alle Mitglieder des Landtags des Freistaates Braunschweig in der 3. Wahlperiode (1922 bis 1924).

## A
- Heinrich Ahrens (SPD, VSPD)
- Otto Antrick (SPD, VSPD) (verstorben am 7. Juli 1924)

## B
- Heinrich Balke (SPD, VSPD)
- Fritz Beulshausen (SPD)
- Oskar Blasius (Landeswahlverband, BV)
- Albert Brandes (Landeswahlverband, DVP/WV)
- Wilhelm Brandt (USPD, VSPD)
- Friedrich Bretschneider (Landeswahlverband, DVP/WV)

## C
- Asche von Campe (Landeswahlverband, DVP/WV)
- Friedrich Cramm (Landeswahlverband, DVP/WV)
- Ferdinand Crasemann (Landeswahlverband, DVP/WV)

## D
- Alfred Dedekind (Landeswahlverband, fraktionslos)
- Hermann Deumeland (Landeswahlverband, DVP/WV)

## E
- Henry Erdmann (SPD, VSPD)

## F
- Gerhard von Frankenberg (SPD, VSPD)

## G
- Albert Genzen (USPD, VSPD)
- Gustav Gerecke (USPD, VSPD)
- Hulda Graf (USPD, VSPD)
- Otto Grotewohl (USPD, VSPD)

## H
- August Hampe (Landeswahlverband, BV)
- Heinrich Hansmann (USPD, VSPD)
- Theodor Hardeweg (Landeswahlverband, DVP/WV)
- Karl Helle (DVP/WV, BV) (eingetreten am 21. Mai 1924 für Ernst Salfeld)

## J
- Heinrich Jasper (SPD, VSPD)
- Wilhelm Jasper (SPD, VSPD)
- August Junke (USPD) (nur 1922)
- Paul Junke (USPD, VSPD)
- Friedrich Jürgens (USPD)

## K
- Rudolf Kaefer (Landeswahlverband, DVP/WV) (verstorben am 11. November 1923)
- Bruno Kaye (DDP)
- Otto Keunecke (DDP)
- Gustav Koch (Landeswahlverband)
- Arno Krosse (KPD)

## L
- Moritz Liebald (Landeswahlverband, DVP/WV)
- Rudolf Löhr (USPD, VSPD)

## M
- Marie Mathis (Landeswahlverband, DVP/WV)
- Th. Erich Meyer (Landeswahlverband, DVP/WV)
- Karl von Müller (Landeswahlverband, BV) (verstorben am 11. März 1923)
- Hans Munte (DDP)

## O
- Sepp Oerter (USPD, fraktionslos)
- Fritz Ohlendorf (SPD) (nur 1922)
- Robert Oppermann (SPD, VSPD)

## P
- Konrad Peek (SPD) (eingetreten am 19. August 1924 für Otto Antrick)

## R
- Gustav Regener (USPD, VSPD)
- Norbert Regensburger (DDP)
- Albert Rohloff (SPD, VSPD)
- Ernst August Roloff (Landeswahlverband, BV)
- Heinrich Rönneburg (DDP)
- Albert Schelz (SPD, VSPD)

## S
- Ernst Salfeld (Landeswahlverband, DVP/WV) (ausgeschieden am 21. Mai 1924)
- Rudolf Salle (Landeswahlverband, DVP/WV) (eingetreten im November 1923 für Rudolf Kaefer)
- Georg Schlösser (USPD, VSPD)
- Eduard Scholvin (Landeswahlverband, BV)
- Wilhelm Schrader (Landeswahlverband, BV)
- Henri Schuhmacher (SPD)
- Julius Schulz (USPD, VSPD)
- Heinrich Siemann (Landeswahlverband)
- Heinrich Siems (USPD, VSPD)
- Hans Sievers (KPD, VSPD)
- Bodo Steigerthal (Landeswahlverband, DVP/WV)
- Gustav Steinbrecher (SPD, VSPD)
- Otto Steinhäuser (USPD, VSPD)

## T
- Wilhelm Tostmann (USPD, VSPD)

## V
- Alfred Volkland (DDP)

## W
- August Wesemeier (USPD, VSPD)
- Heinrich Wessel (Landeswahlverband, DVP/WV)